# Billy Herrington

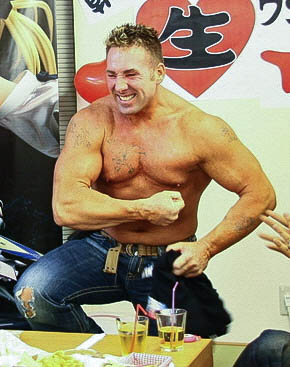
Billy Herrington 2011 in Japan

William Glen Harold Herrington (* 14. Juli 1969 in North Babylon, New York; † 2. März 2018 in Palm Springs, Kalifornien) war ein US-amerikanischer Pornodarsteller und Model, besser bekannt unter seinem Kurznamen Billy Herrington. Popularität erlangte der Darsteller neben seinen Rollen im Schwulenpornofilm auch als Meme in Japan, wo er unter dem Spitznamen Aniki (兄貴, „älterer Bruder“) Gegenstand zahlreicher Mash-Up-Clips wurde.

## Leben
Herrington wuchs in Long Island auf. Mit 24 begann er mit dem Bodybuilding und wurde später zum „Real Men of the Month“ im US-amerikanischen Playgirl. Dadurch wurde Jim French, Gründer des Porno-Labels Colt Studio Group, auf ihn aufmerksam, der ihn als Schauspieler gewinnen konnte. Sein Debüt feierte er 1998 im Film 9½ Inches. Es folgten einige weitere Filme für die Labels Colt und Can-Am Productions, meistens mit einem Bodybuilding-Thema. 2000 spielte er in dem dänischen Pornofilm HotMen CoolBoyz mit, der von der Produktionsfirma von Lars von Trier produziert wurde.
Herrington, bekennend bisexuell, trat in den 1990er Jahren außerdem in einer Reihe von Mainstream-Talkshows auf, die ihn zum öffentlichen Bild der homosexuellen Pornoindustrie werden ließen. Er galt als einer der größten Stars in den 1990er und 2000er Jahren, obwohl er nur etwa 17 Filme drehte. 2000 wurde er Colt Man of the Year und 2002 gewann er einen Adult Erotic Gay Video Award in der Kategorie Best Group Sex Scene.
Mitte der 2000er zog er sich aus der Pornoindustrie zurück und fokussierte sich auf seine Bodybuilding- und Model-Karriere, arbeitete aber auch als Stripper. Muscular Men 3 erreichte in Japan Kultstatus und verbreitete sich in verschiedenen Bearbeitungen in den Online-Communities. Insbesondere ein Clip, der ihn beim Ringen zeigt, wurde in Japan viral und erreichte 5 Millionen Views. Er erhielt dort den Spitznamen Aniki. Am 14. Februar 2008 reiste er nach Japan, wo mehr als 10.000 Fans ihn begrüßten. Am selben Tag erhielt er seine eigene Action-Spielzeugfigur mit dem Titel „Panty Wrestling Big Brother“.
Herrington starb am 2. März 2018 bei einem Autounfall im Alter von 48 Jahren.

## Filmografie
- 1998: 9½ Inches
- 1998: Big One
- 1998: Muscle Fantasies 2 – Wrestlers
- 1998: Worship
- 1999: Tales from the Foxhole
- 1999: Summer Trophies
- 1999: Billy Herrington’s Body Shop
- 1999: Maxon vs. Marcus
- 1999: Minute Man 17
- 1999: Minute Man 18
- 1999: Workout: Muscle Fantasies 3
- 2000: HotMen CoolBoyz
- 2000: The Final Link
- 2000: Playing with Fire 2 – Burn with Passion
- 2000: Conquered
- 2000: Lords of the Lockerroom
- 2001: Sex Becomes Her (Dokumentarfilm)
- 2001: Flesh Trap
- 2003: Ryker’s Web
- 2005: The Best of Colton Ford
- 2006: Minute Man Solo 27: Big Shots
- 2007: The Best of Nino Bacci
- 2007: Bodybuilders’ Jam 22 (Kompilation)
- 2007: Bodybuilders’ Jam 23 (Kompilation)
- 2009: Superstars of the Pacific Sun (Kompilation)
- 2010: Mitchell Rock Workin’ It Out (Kompilation)
- 2010: Thr3 the Hard Way (Kompilation)

## Auszeichnungen
- 2000: Colt Man of the Year[8]
- 2002: Grabby Awards Sieger: Best Group Scene (in Conquered mit Nino Bacci, Colton Ford, Blake Harper und Jay Ross)
- 2002: Grabby Awards Nominierungen: Best Actor sowie Best Three-Way Sex Scene